# Le Manifeste (Damien Saez)
Pour les articles homonymes, voir Le Manifeste (homonymie).
Le Manifeste est un projet artistique du « Nouvel Art », du chanteur compositeur français Damien Saez du 31 juillet 2016 jusqu’à Noël 2021. Il se compose principalement de 4 albums (L'oiseau Liberté en 2016, Lulu en 2017, #humanité en 2018 et Ni dieu ni maître en 2019). Cela représente plus de 80 morceaux au total. 
Il prend la forme d'un coffret intitulé Le Manifeste, paru le 3 décembre 2021. Il contient 9 disques et un livret de 160 pages.

## Histoire
À 22 h, ce jour du 16 juin, une vidéo est publiée sur le site officiel de l'artiste s'appelant dorénavant « culture contre culture ». Il y dévoile alors son vaste projet artistique intitulé Le Manifeste. Un projet débutant le 31 juillet 2016 et prenant fin 5 ans et demi plus tard, en décembre 2021 avec la parution d'un coffret regroupant les 9 disques publiés lors du projet. Il déclare par un texte en vers, le contenu de ce manifeste artistique. Il annonce une publication régulière de ville en ville, au fil de la tournée et de son voyage, des chants révolutionnaires, des sonates et requiems, des scènes de films et scènes de concerts, des textes, ainsi que des musiques. « De ville en ville s'écrira l'œuvre de la lutte » écrit-il. 
Il nous présente en outre son personnage appelé Mélancolie, un clown triste habillé et maquillé en mime noir. 
Quatre albums sortiront entre 2016 et 2019. Le 13 octobre 2019, Saez dévoile la sortie de son douzième album pour le 22 novembre 2019, regroupant 39 morceaux, dont 24 inédites et d'anciens morceaux du projet. Trois nouveaux morceaux inédits accompagnent l’annonce de cette compilation sur le site officiel de l’artiste culturecontreculture.fr. Un EP intitulé Libertaire sortira peu de temps après pour les un an des gilets jaunes avec 7 morceaux présents sur l'album Ni dieu ni maître.
Le 1er novembre 2021, Saez annonce la sortie d'un coffret en édition limitée du Manifeste pour le 3 décembre 2021. Il contient 9 disques sortis lors du projet du Manifeste, les 4 albums L'oiseau liberté (1 disque), Lulu (3 disques) #humanité (1 disque), puis Ni dieu ni maître (4 disques) entre 2016 et 2019. Il contient également un livre de 160 pages.

## Concept

### Prologue
Le premier court-métrage publié le 16 juin 2016 est un prologue musical au projet de Saez. Lors des 8 minutes, défile un long texte en vers définissant le projet. La vidéo se termine par les mots Le Manifeste... Ni Dieu ni maître... 31 juillet 2016/Noël 2017... Annonçant le caractère engagé, révolutionnaire et anarchiste de l'artiste.
Il met en scène le personnage de Mélancolie, un mime triste vêtu de noir avec un chapeau noir et une marinière, à l'image du Mime Marceau, sur une plage déserte, plantant des fleurs noires et blanches dans le sable.
Le film est accompagné d'une musique de 7:34 minutes, composée par l'artiste. Il s'agit d'un morceau de musique symphonique, instrumental, de cuivres, de cordes et de vents. Il intègre également quelques chœurs en partie finale.

### Acte I: été 2016
Poésie résistante à partir du 31 juillet 2016. Saez publie régulièrement des textes poétiques en prose sur le site culturecontreculture.fr.

### Acte II: automne 2016
Deux nouveaux albums de Saez sont mis en ligne en streaming. Le premier, sorti le 9 décembre 2016 sous forme physique, est intitulé Acte 1 : L'oiseau liberté. Deux titres de l'album ont déjà été dévoilés le 4 novembre 2016 : Les enfants Paradis, hommage aux victimes des attentats de Paris du 13 novembre 2015 et Tous les gamins du monde, hommage aux victimes des attentats de janvier 2015 et de Charlie Hebdo.
Deux morceaux inédits sont mis en ligne gratuitement le 30 novembre 2016. Il s'agit du morceau Peuple Manifestant, virulente réponse en musique à la suite de la mise en ligne de ses chansons sur le site Amazon en novembre, et le morceau instrumental La Lutte quelques minutes plus tard.

### Acte III: hiver 2016/2017
Du 21 au 23 décembre 2016, Saez donne trois concerts au Bataclan à Paris. 

### Acte IV: printemps/été 2017
L'acte final est marqué par la tournée française de l'artiste du 7 mars au 22 avril 2017.  

### 2018-2019
Le 24 février 2017, Saez annonce la sortie de son 11e album intitulé #humanité prévue pour le 30 novembre 2017 via son application officielle de communication Requiem.
Le 22 novembre 2019 sort Ni dieu ni maître, le quatrième album du projet.

### 2021: Sortie du coffret final
Le 3 décembre 2021 sort un coffret regroupant les 9 disques sortis lors du projet du Manifeste avec les 4 albums : L'oiseau liberté (1 disque en 2016), Lulu (3 disques en 2017) #humanité (1 disque en 2018), puis Ni dieu ni maître (4 disques en 2019) entre 2016 et 2019. Il contient également un livre de 160 pages compliant les textes des 71 morceaux.

## Liste des œuvres publiées

### En musique

#### Les albums
- 2016 : Acte 1 : L'oiseau liberté
- 2017 : Lulu
- 2018 : #humanité
- 2019 : Ni dieu ni maître

#### Coffret édition limitée
- 2021 : Le Manifeste Edition limitée coffret

#### Les orphelines, morceaux inédits
- Sans titre (thème musical du Manifeste) : 31 juillet 2016
- La lutte : 30 novembre 2016
- Château de brume : 22 février 2017
- Premier mai : 30 avril 2017
- Le ciel en pleure encore : 17 février 2020

### En vidéo, les tableaux cinématographiques
Date de première projection : Nom du tableau / Acteur(trice)
À l'annonce du projet artistique : 
- 16 juin 2016 : Prologue du Manifeste / Damien Saez

Lors de la tournée Rock au printemps 2017 :
- 7 mars 2017 : Pierrot dans l'espace / Ana Moreau
- 8 mars 2017 : Tu crois aux fantômes ?/ Ana Moreau
- 14 mars 2017 : Tu m'emmènes ?/ Ana Moreau
- 18 mars 2017 : Ma terre / Ana Moreau
- 22 avril 2017 : Le temps des loups / Nathan Cholbi

Lors de la tournée de l'hiver 2019 :
- Date de première diffusion à préciser : Tu veux faire des enfants? / Ana Moreau

- Nous citoyens (11/03/17)

Ne sont pas repris ici, les nombreuses "éphémères" : messages courts publiés par l'artiste quelques minutes sur le site CCC ou sur l'application REQUIEM.

## Le Manifeste: Edition Limitée (Coffret)
Le 1er novembre 2021, Saez annonce la sortie d'un coffret en édition limitée de son projet du Manifeste. Ce coffret sort le 3 décembre 2021 et contient 9 disques issus des quatre albums parus lors du projet du Manifeste entre 2016 et 2019 ainsi qu'un recueil de 160 pages des paroles des chansons. Il contient 87 morceaux; les 86 morceaux des quatre albums et la chanson C'est la guerre qui a été ajouté en piste 1 du disque 2. Certains morceaux sont présents plusieurs fois dans le coffret comme L'humaniste qui figure sur les disques 1, 3 et 9, ce qui fait un total de 71 morceaux différents.

### Contenu du coffret
1. L'oiseau liberté, 2016
2. Lulu (Mon Européenne), 2017
3. Lulu (Lulu), 2017
4. Lulu (Les bords de Seine), 2017
5. #humanité, 2018
6. Ni dieu ni maître (L'humanité disque 1), 2019
7. Ni dieu ni maître (L'humanité disque 2), 2019
8. Ni dieu ni maître (L'humain disque 1), 2019
9. Ni dieu ni maître (L'humain disque 2), 2019

## La tournée 2019
La tournée 2019 est dévoilée le 19 décembre 2018. Elle comporte 19 dates, dont une à Bruxelles,. Les concerts de la tournée durent chacun entre 3 h et plus de 4 h. L'artiste annonce une durée deux fois supérieure pour la date de Paris, avec des morceaux acoustiques composés sur la ville de Paris lors de ces 20 dernières années. « Je pense que je vais commencer, en acoustique, quand le public sera encore en train d'arriver. Et puis il y a toutes ces chansons écrites sur Paris, depuis vingt ans que j'avais envie de centraliser sur un concert ».  
Cette tournée est marquée par l'état de santé fragile de l'artiste. Le concert du 30 novembre à Clermont-Ferrand est interrompu au bout de 30 minutes et deux chansons à la suite d'un malaise de l'artiste sur scène, il remontera péniblement sur scène pour quelques dates avant d'annuler la fin de la tournée,,. 
| Date             | Ville            | Pays     | Salle / Arène               | Statut                                                                    |
| ---------------- | ---------------- | -------- | --------------------------- | ------------------------------------------------------------------------- |
| 9 novembre 2019  | Brest            | France   | Brest Arena                 |                                                                           |
| 11 novembre 2019 | Rouen            | France   | Zénith de Rouen             |                                                                           |
| 13 novembre 2019 | Rennes           | France   | Le Liberté                  |                                                                           |
| 14 novembre 2019 | Caen             | France   | Zénith de Caen              |                                                                           |
| 16 novembre 2019 | Bordeaux         | France   | Arkea Arena                 |                                                                           |
| 19 novembre 2019 | Montpellier      | France   | Zénith Sud                  |                                                                           |
| 20 novembre 2019 | Marseille        | France   | Le Dôme                     |                                                                           |
| 21 novembre 2019 | Toulouse         | France   | Zénith de Toulouse Métrople |                                                                           |
| 23 novembre 2019 | Grenoble         | France   | Le Summum                   |                                                                           |
| 26 novembre 2019 | Dijon            | France   | Zénith de Dijon             |                                                                           |
| 27 novembre 2019 | Strasbourg       | France   | Zénith de Strasbourg        |                                                                           |
| 30 novembre 2019 | Clermont-Ferrand | France   | Zénith d'Auvergne           | annulé à la suite d'un malaise de l'artiste, reporté le 10 décembre 2019. |
| 3 décembre 2019  | Paris            | France   | AccorHotel Arena            |                                                                           |
| 5 décembre 2019  | Bruxelles        | Belgique | Forest National             |                                                                           |
| 6 décembre 2019  | Amnéville        | France   | Galaxie                     |                                                                           |
| 7 décembre 2019  | Lille            | France   | Zénith de Lille             |                                                                           |
| 9 décembre 2019  | Lyon             | France   | Halle Tony Garnier          |                                                                           |
| 10 décembre 2019 | Clermont-Ferrand | France   | Zénith d'Auvergne           | nouvelle date reportée puis annulée à nouveau                             |
| 12 décembre 2019 | Nantes           | France   | Zénith de Nantes            | annulé                                                                    |
| 13 décembre 2019 | Tours            | France   | Parc Expo de Tours          | annulé                                                                    |